# Cynortula koelpelii
Cynortula koelpelii is een hooiwagen uit de familie Cosmetidae.